# マリオ・バーヴァ
マリオ・バーヴァ（またはバーバ、Mario Bava、1914年7月31日 - 1980年4月27日）は、イタリアの映画監督、撮影監督。イタリア・ホラー映画黄金時代を築いた1人として知られている。

## 生涯
マリオ・バーヴァはリグーリア州サンレーモ（サンレモ）で生まれた。父親のエウゲニオは彫刻家で、イタリア無声映画期の特殊効果撮影のパイオニアで、後にはカメラマンにもなった。最初バーヴァは画家になろうとしたが、絵で生計を立てていくことが出来ず、父親と同じ映画業界に入った。マッシモ・テルツァーノら撮影監督の助手となり、同時にムッソリーニの映画製作所、ルーチェ研究所の特殊効果部長をしていた父親の仕事を手伝った。
1939年、バーヴァは撮影監督として独立し、ロベルト・ロッセリーニの2本の短編映画を撮った。1940年代初期には長編映画も担当した
1960年、バーヴァはイタリア・ゴシック・ホラー映画『血ぬられた墓標』を監督した。この映画はバーバラ・スティールを一躍スターにしたばかりでなく、白黒フィルムの光と影の使い方で高い評価を受けた。続く『ブラック・サバス 恐怖!三つの顔』（1963年）、『白い肌に狂う鞭』（1963年）ではカラー映画での評価を得た。
バーヴァ作品は後の映画に大きな影響を与えた。たとえば、『知りすぎた少女』（1963年）はイタリア・ジャッロ映画の最初の1本と呼ばれ、SFホラー『バンパイアの惑星（恐怖の怪奇惑星）』（1965年）は『エイリアン』（1979年）に大きな影響を与えたと言われている。ハリウッドでは漫画を原作にした子供向けのシリーズものが作られたが、バーヴァは『黄金の眼』（1968年）で、漫画原作でも大人向けの映画が作れる可能性を示した。一方、1971年の『血みどろの入江』はスプラッター映画の最初期の1作と見なされている。さらに、マーティン・スコセッシなど多くの人々がバーヴァの最高傑作と評価している1966年の『呪いの館』は、Jホラー（en:J-Horror）などアジアのホラー映画のじわじわと迫る恐怖描写にその影響が見受けられる。
1980年、バーヴァは心筋梗塞のため、ローマで亡くなった。息子のランベルト・バーヴァ（en:Lamberto Bava）は、父親の助監督を数年勤めた後、監督になり、『デモンズ』、『デモンズ2』などのホラー映画を撮った。マリオ・バーヴァはいくつかの作品で、ジョン・M・オールド（John M. Old）という名前を用いていて、ランベルトも時々ジョン・M・オールドJrとクレジットしている。
マリオ・バーヴァに関する本が数冊出版されている。Pascal Martinetの『Mario Bava』（1984年、Edilig）、Jean-Louis Leutrat編『Mario Bava』（1994年、フランス、Éditions du Céfal）、Alberto Pezzotta『Mario Bava』（1995年、イタリア、Il Castoro Cinema）、Troy Howarth『The Haunted Worlds of Mario Bava』（2002年、Fab Press）、Tim Lucasによる分厚い評伝『Mario Bava All the Colors of the Dark』（2007年、Video Watchdog）などである。

## 主な監督作品
- 吸血鬼 (I Vampiri、1957年） - リッカルド・フレーダ監督と共同。ただしノン・クレジット。ホラー。I Vampiri参照。
- カルティキ 悪魔の人喰い生物 (Caltiki - il mostro immortale、1959年） - リッカルド・フレーダ監督と共同。ただしノン・クレジット。ホラー。Caltiki - The Immortal Monster参照。
- マラソンの戦い（La battaglia di Maratona、1959年） - ジャック・ターナー監督と共同。ただしノン・クレジット。スティーヴ・リーヴス主演。史劇。兼撮影。
- 血ぬられた墓標（La Maschera del demonio、アメリカ公開題：Black Sunday、1960年） - バーバラ・スティール主演。ホラー。Black Sunday参照。
- ペルシャ大王（Esther and the King、1960年） - ラオール・ウォルシュ監督と共同。ジョーン・コリンズ主演。史劇。
- アラジンと女盗賊（Le meraviglie di AladinoまたはThe Wonders of Aladdin、1960年） - ヘンリー・レヴィン監督と共同。数シーンのみ。ドナルド・オコナー主演。フランス、イタリア、アメリカ合衆国合作。
- ヘラクレス 魔界の死闘（Ercole al centro della terra、アメリカ公開題：Hercules in the Haunted World、1961年） - レグ・パーク、クリストファー・リー主演。ファンタジー史劇+ホラー。Hercules in the Haunted World参照。
- バイキングの復讐 (Gli Invasori、アメリカ公開題：Erik the Conqueror、1961年） - キャメロン・ミッチェル主演。史劇。Erik the Conqueror参照。
- 知りすぎた少女（La Ragazza che sapeva troppo、アメリカ公開題：The Girl Who Knew Too Much、1963年） - ジョン・サクソン主演。スリラー、ホラー。The Girl Who Knew Too Much参照。
- ブラック・サバス 恐怖!三つの顔（I tre volti della paura、アメリカ公開題：Black Sabbath、1963年） - ボリス・カーロフ主演。オムニバス・ホラー。en:Black Sabbath (film)参照。
- 白い肌に狂う鞭（La Frusta e il corpo、アメリカ公開題：The Whip and the Body、1963年） - クリストファー・リー主演。ホラー。The Whip and the Body参照。
- モデル連続殺人!（Sei donne per l'assassino、アメリカ公開題：Blood and Black Lace、1964年） - キャメロン・ミッチェル主演。スリラー、ホラー。Blood and Black Lace参照。
- La Strada per Fort Alamo（1964年） - ケン・クラーク主演。マカロニ・ウェスタン。
- バンパイアの惑星（恐怖の怪奇惑星）（errore nello spazio、アメリカ公開題：Planet of the Vampires、1965年） - バリー・サリヴァン主演。SF、ホラー。en:Planet of the Vampires参照。
- ネブラスカの一匹狼（Ringo del Nebraska、アメリカ公開題：Savage Gringo、1966年） - アントニオ・ロマン監督と共同。ただしノン・クレジット。ケン・クラーク主演。マカロニ・ウェスタン。
- 呪いの館（Operazione paura、アメリカ公開題：Kill, Baby... Kill!、1966年） - ジャコモ・ロッシ＝スチュワート主演。ホラー。
- ナイヴス・オブ・ジ・アベンジャー　(I coltelli del vendicatore、アメリカ公開題：Knives of the Avenger、1966年） - キャメロン・ミッチェル、ジャコモ・ロッシ＝スチュワート主演。史劇。
- Dr. Goldfoot and the Girl Bombs（1966年） - ヴィンセント・プライス、ラウラ・アントネッリ主演。SFスパイもの。en:Dr. Goldfoot and the Girl Bombs参照。
- 黄金の眼（Diabolik、アメリカ公開題：Danger: Diabolik、1968年） - ジョン・フィリップ・ロー主演。SFアクション。en:Danger: Diabolik参照。
- テレビ・シリーズ『L Odissea』（原作『オデュッセイア』）のポリュペーモス編（1968年）
- ロイ・コルト＆ウィンチェスター・ジャック（Roy Colt e Winchester Jack、アメリカ公開題：Roy Colt and Winchester Jack、1970年） - マカロニ・ウェスタン。
- ファイブ・バンボーレ（5 bambole per la luna d'agosto、アメリカ公開題：Five Dolls for an August Moon、1970年） - スリラー、ホラー。en:Five Dolls for an August Moon参照。
- クレイジー・キラー 悪魔の焼却炉（Il rosso segno della follia、アメリカ公開題：Hatchet for the Honeymoon、1970年） - ホラー。
- 血みどろの入江（Reazione a catena、アメリカ公開題：A Bay of BloodまたはTwitch of the Death Nerve、1971年） - クローディーヌ・オージェ主演。ホラー。en:Twitch of the Death Nerve参照。
- 処刑男爵（Gli Orrori del castello di Norimberga、アメリカ公開題：Baron Blood、1972年） - ジョゼフ・コットン、エルケ・ソマー主演。ホラー。
- Quante volte... quella notte（アメリカ公開題：Four Times That Night、1972年） - コメディ。
- リサと悪魔（La Casa dell'esorcismo、アメリカ公開題：Lisa and the Devil、1973年） - テリー・サバラス、エルケ・ソマー、シルヴァ・コシナ主演。ホラー。
- ラビッド・ドッグズ (Cani arrabbiati、Kidnapped、アメリカ公開題：Rabid Dogs、1974年） - ドラマ、ホラー。
- 新エクソシスト 死肉のダンス（La Casa dell'exorcism、アメリカ公開題：The House of Exorcism、1975年） - テリー・サバラス、エルケ・ソマー、シルヴァ・コシナ主演。「リサと悪魔」の再編集版。ホラー。
- ザ・ショック（Schock、アメリカ公開題：Beyond the Door II、1977年） - ダリア・ニコロディ主演。ホラー。
- マリオ・バーヴァ 地獄の舞踏（Mario Bava: Operazione paura、2004年） - マリオ・バーヴァの作品映像と、ダリオ・アルジェント、ロジャー・コーマン、ジョー・ダンテ、ジョン・ランディス、ティム・バートン、クエンティン・タランティーノらのインタビューで構成されたテレビ・ドキュメンタリー。